# Mongol800
Mongol800 (モンゴル はっぴゃく mongoru happyaku), còn biết đến với tên Monpachi, là một nhóm nhạc nam gồm 3 thành viên của Nhật Bản. Ra mắt lần đầu vào năm 1998, album thành công nhất của nhóm cho đến nay là Message, phát hành năm 2001 và đã bán được hơn 2 triệu bản.
Mặc dù không tiến hành các hoạt động lăng xê hay quảng cáo, nhưng âm nhạc của Mongol800 vẫn có sức ảnh hưởng mạnh đến tận ngày nay, với những bản nhạc tình lay động lòng người như Chisana Koi No Uta.
Các thành viên bao gồm: Takazato Satoshi, Uezu Kiyosaku và Gima Takashi.

## Danh sách đĩa nhạc

### Album
| #   | Thông tin                                        | Doanh số  |
| --- | ------------------------------------------------ | --------- |
| 1st | Go on As You Are - Phát hành: 8 tháng 8 năm 2000 | 1,000,000 |
| 2nd | Message - Phát hành: 16 tháng 9 năm 2001         | 2,761,910 |
| 3rd | 百々: Momo - Phát hành: 18 tháng 3 năm 2004      |           |
| 4th | Daniel - Phát hành: 8 tháng 8 năm 2006           |           |
| 5th | Etc. Work - Phát hành: 8 tháng 7 năm 2008        |           |
| 6th | Eight-hundreds - Phát hành: 8 tháng 7 năm 2009   | 46,128    |

### Đĩa đơn
| #   | Thông tin                                         | Doanh số |
| --- | ------------------------------------------------- | -------- |
| 1st | ヨロコビノウタ - Phát hành: 6 tháng 12 năm 2003   |          |
| 2nd | Special Thanks!! - Phát hành: 3 tháng 12 năm 2008 |          |